# Джеджула Андрій Омелянович
Андрій Омелянович Джеджула (нар. 26 липня 1915, Обідне — пом. 19 грудня 1971, Київ) — український радянський історик, доктор історичних наук з 1967 року, професор з 1968 року.

## Біографія
Народився 26 липня 1915 року в селі Обідному (тепер Вінницький район, Вінницької області, Україна) в селянській сім'ї. 1936 року закінчив історичний факультет Вінницького педагогічного інституту. У 1936—1937 роках працював директором сільської середньої школи. 1940 року закінчив Ленінградське військово-політичне училище. Брав участь у німецько-радянській війні, яку закінчив у званні підполковника. Мав понад 15 урядових нагород, зокрема орден Червоної Зірки (26 червня 1942), медаль «За перемогу над Німеччиною» (9 травня 1945).
1948 року закінчив факультет міжнародних відносин Вищої партійної школи при ЦК КПУ у Києві, 1950 року — Академію суспільних наук при ЦК КПРС у Москві. В 1950—1953 роках — завідувач лекторської групи ЦК КП України. У 1950—1971 роках — доцент, професор, завідувач кафедри історії країн Азії, Африки і Латинської Америки у Київському державному університеті. 1951 року захистив кандидатську дисертацію на тему: «Деголізм на службі американського імперіалізму», того ж року отримав вчене звання доцента; 1967 року — докторську дисертацію на тему: «Міжнародні економічні відносини України в 1920—1922 роках».

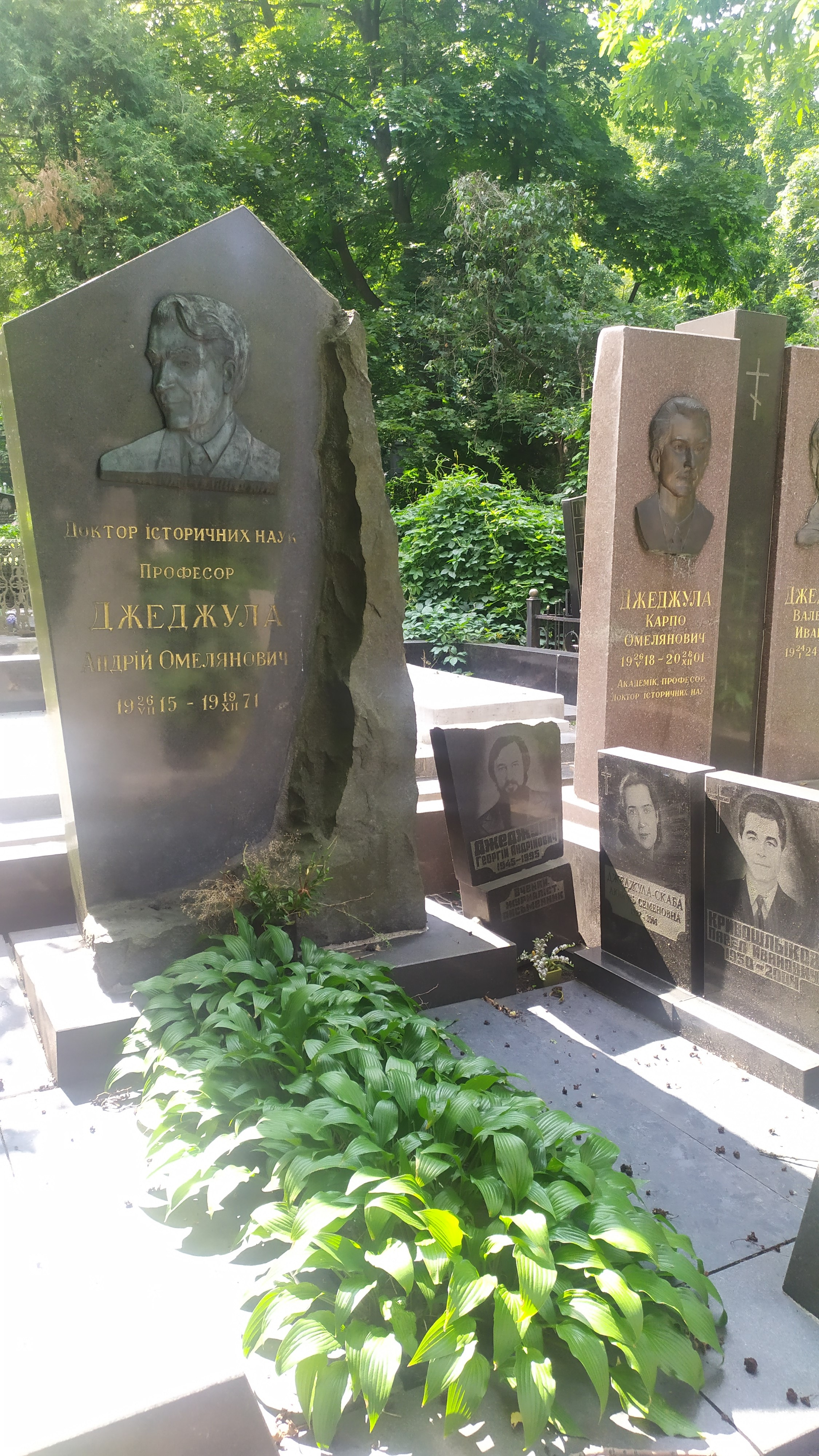
Могила Андрія Джеджули, Байкове кладовище

Був одним із засновників факультету міжнародних відносин Київського державного університету. Читав лекції в університетах ряду слов'янських країн, а також французькою мовою у Сорбонні в Парижі. Був членом багатьох республіканських та місцевих громад, організацій.
Помер у Києві 19 грудня 1971 року. Похований у Києві на Байковому кладовищі.

### Родина
Донька (від театрознавиці Діни Шварц) — поетеса Олена Шварц (1948—2010). Син — науковець, журналіст, письменник Георгій Джеджула (1945—1995). Брат — історик, доктор історичних наук Карпо Джеджула (1918—2001).

## Наукова діяльність
Дослідження вченого стосуються всесвітньої історії, зокрема досліджував внутрішнє становище і зовнішню політику Франції у період після Другої світової війни; україно-німецькі, україно-польські та україно-чехословацькі економічні зв'язки. Автор близько 100 наукових праць, в основному з новітньої історії. Серед робіт:
- Историческое значение вековечной дружбы великого русского и украинского народов. 1952;
- Экономический и культурный расцвет социалистических наций в СССР. 1954;
- Боротьба народів В'єтнаму, Лаосу і Камбоджі за свободу і незалежність. — Київ, 1957;
- Дружба та співробітництво країн світової соціалістичної системи на сучасному етапі. — Київ, 1957;
- Історичне значення дружби великого російського і українського народів. — Київ, 1957;
- Международные экономические отношения Украины в 1920—1922 гг. — Київ, 1967;
- Франція сьогодні. — Київ, 1968.